# Ленивые блюда

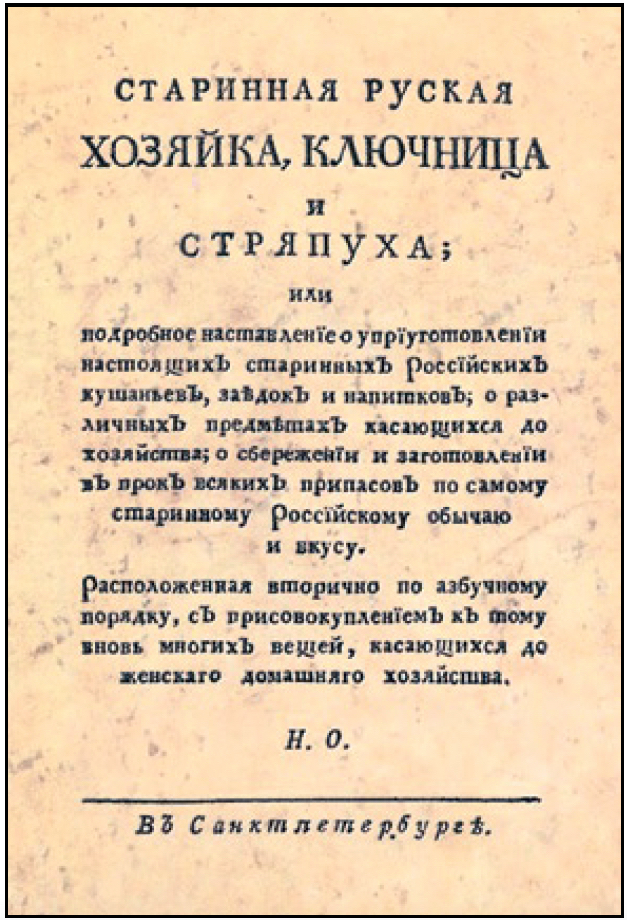
Титульный лист книги Н. П. Осипова «Старинная русская хозяйка, ключница и стряпуха; или подробное наставление о приготовлении настоящих старинных российских кушаний, заедок и напитков…» — СПб, 1790

Ленивые — различные блюда русской кухни, которые связаны между собой тем, что их приготовление упрощено (а потому более быстрое) по сравнению с традиционными рецептами приготовления аналогичных блюд.
В русской кухне к таким блюдам относятся: ленивые вареники (варёная смесь творога и теста, приготавливаются примерно за 20 минут), ленивые голубцы (фарш и капуста, тушённые вместе), ленивые щи (щи из молодой капусты, приготавливаются быстрее обычных в несколько раз (при готовом бульоне — за 15 минут); в старое время варились из целого или очень крупно нарезанного кочана капусты; иногда заправляются сметаной), фаршированные овощи и др.

В крестьянском быту строго соблюдались традиции в приготовлении пищи. Ко всякому отступлению от них относились настороженно, а попытки упростить приготовление объясняли ленью. Поэтому и блюда, приготовленные упрощенным способом, хотя и ели, но называли «ленивыми».— Николай Ковалёв

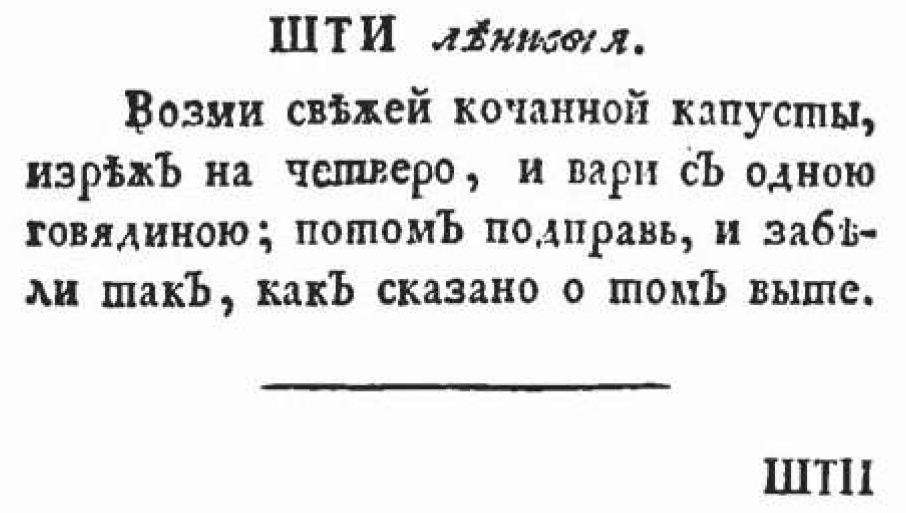
Рецепт «Штей» из книги Н. П. Осипова

Н. П. Осипов в своей книге «Старинная русская хозяйка, ключница и стряпуха. Подробное наставление о приготовлении настоящих старинных российских кушаний, заедок и напитков…» (1790) предлагал рецепт — «Шти ленивые». Они готовились из одного кочана свежей капусты, разрезанного на четыре части, и варились только с говядиной.
В 1889 году журнал «Этнографическое обозрение» в статье «Пища и питье крестьянъ — малороссовъ съ нѣкоторыми относящимися сюда обычаями, повѣрьями и примѣтами» относил блюдо «лѣнивые вареники» к употребляемым на Масленицу.
В XXI веке в «кулинарном» лексиконе появились новые названия блюд со словом «ленивый». Среди них — «ленивая пицца», «ленивые пельмени», «ленивые хачапури», «ленивые вареники с картофелем» и др. Исследователи отмечают, что в русских кулинаронимах происходит семантическое изменение значения слова «ленивый» — с отрицательного на положительное. Под «ленивым» подразумевается блюдо, которое быстро готовится («семантика отрицательной оценки утрачивается»).